# مبدأ الحقيقة
مبدأ الحقيقة  هو مفهوم تحليلي نفسي نشأ من قِبل سيجموند فرويد الذي يُرغم الشخص لإرجاء الإرضاء الفوريِ عند الضرورة بسبب عقبات الحقيقة. و هو المبدأ الحاكم للأنا و المبدأ المعارض لمبدأ اللذة للهُوَ (pleasure principle of the id).
الهوية تحكم الحياة المبكّرة للشخص ، لكن بينما ينضج الإنسان يبدأ بتعلم الحاجة أحياناً لتحمُّل الألم ولإرجاء الإرضاء بسبب الضرورات وعقبات الحقيقةِ. في كلماتِ فرويد «الأنا المكتسبة أصبحت معقولة؛ هي لـم تعد محكومة بمبدأ اللذة، لكن تطيع مبدأ الحقيقة، الذي يُريد أيضاً في أعماقه أَن يَحصل على السرورِ، لكن السرور المُطَمئن من خلال حساب الحقيقة، بالرغم من أنَّه هو سرور مؤجل».